# Чепелевецкий, Самуил Исаакович
Самуил Исаакович Чепелевецкий (также Самсон Исидорович; 1835—1914) — московский предприниматель, потомственный почётный гражданин

## Биография
Родился в 1835 году в еврейской семье.
С 1871 года — владелец мыловаренной и парфюмерной фабрик в Москве, с 1909 года — директор правления Товарищества парфюмерной фабрики «С. Чепелевецкий с сыновьями», поставляющей продукцию не только в Европейскую и Азиатскую Россию, но и в Китай, Персию и другие государства. В 1898 года в Москве был учреждён Торговый дом «С. И. Чепелевецкий с Сыновьями» с капиталом 90 тыс. руб. В 1909 году капитал фирмы вырос до 800 тыс. руб. и был разделён на 800 паёв по 1000 рублей.
Товарищество «С. Чепелевецкий с сыновьями» занимало в дореволюционной России одно из ведущих мест как по ассортименту выпускаемых товаров, так и по их качеству, получив пять высших наград на Всемирных торгово-промышленных выставках в начале XX века в Милане (1906), Париже (1906), Антверпене (1907), Мадриде (1908), Гааге (1908). Товарищество «Чепелевецкого с Сыновьями» была придворным поставщиком его величества шаха Персидского. Входил в состав Московского еврейского общества. Был известным благотворителем, жертвовал средства Московскому отделению Общества для распространения просвещения между евреями в России, Московскому еврейскому обществу помощи жертва войны.
До настоящего времени на Таганке в небольшом Лавровом переулке, названном так в начале XIX века по фамилии одного из домовладельцев, есть двухэтажный особняк (дом № 6), украшенный буквой «Ч» на фронтоне. Особняк является архитектурным памятником. Построен он на рубеже 1820—1830 годов на участке купцов Масловых. В 1880 году этот участок приобрел Самуил Чепелевецкий, организовав здесь парфюмерную фабрику торгового дома «С. Чепелевецкий с сыновьями».
После революции парфюмерная фабрика Самуила Чепелевецкого была преобразована в мыловаренный завод «Профработник».
Правнук (внук его сына — купца первой гильдии и потомственного почётного гражданина Матвея Самуиловича Чепелевецкого) — театровед и переводчик Юрий Оснос.